# Galenus Weyer
Galenus Weyer (auch Weier, latinisiert Wierus, * 1547 vermutlich in Arnheim; † 17. April 1619 in Düsseldorf) war ein niederländisch-deutscher Mediziner und Leibarzt zweier Herzöge von Jülich-Kleve-Berg und eines Trierer Kurfürsten.

## Leben
Galenus Weyer war ein Sohn des Arztes und Gegners der Hexenverfolgung Johann Weyer (1516–1588) und dessen erster Frau Judith Wintgens († 1572). Er stammte aus einer adeligen Familie. Sein Vater benannte ihn vermutlich nach dem berühmten antiken griechischen „Phenix (d. h.: Unsterblichen) aller Artzen (Ärzte)“ und Anatomen Galenos von Pergamon (um 129 bis um 201), um damit seine Opposition gegen dessen Widerpart in der Renaissancezeit Paracelsus (1493–1541) auszudrücken. Johann Weyer war ab 1545 Stadtarzt in Arnheim, 1550 wurde er als Leibarzt an den Klever Hof berufen.
„Galenus Wyerius“ immatrikulierte sich 1567 in Köln, studierte später in Florenz und 1571 in Montpellier („Galenus Wierus, germanus“). Dort war er ein Schüler von Laurent Joubert. Am 23./24. August 1572 erlebte er als Protestant die Bartholomäusnacht in Frankreich mit, überstand sie aber unversehrt. Am 4. November 1572 schrieb er sich als „Galenus Vuierius Clivensis“ in Padua ein. 1573 trug er sich in die Stammbücher von Jacob Häckelberger zu Hehenberg († 1587) und Sigismund III. Örtel († 1617?) ein. In Pisa war er 1575 als medizinischer Doktor Prüfungszeuge für Gregorius Laub (1554–1597).
1578 bis 1609 wurde er als Nachfolger seines Vaters zum Leibarzt (Hofmedicus) der Herzöge Wilhelm V. (1516–1592) und Johann Wilhelm von Jülich-Kleve-Berg (1562–1609) berufen. Er sollte Wohnung in Düsseldorf nehmen und erhielt als jährliches Gehalt 140 Reichstaler sowie Verpflegung für seinen Diener und zwei Pferde, 40 Reichstaler für Heizkosten und Hausmiete und 12 Malter Gerste. Seine „Behausung“, die er und seine Frau 1595 für 1050 Reichstaler von Herzog Wilhelm V. erwarben, lag „binnen Dusseldorff … uf der Flingerstraße“.
1582 therapierte Weyer im Bensburger Hof erfolgreich eine trockene Nekrose (Gangraena senilis) an einem Schienbein. Im selben Jahr obduzierten die Ärzte Wilhelm Fabry (1560–1634), Cosmas Slot (Cosmus Slotanus), Reiner Solenander (1524–1601) und Galenus Weyer in Düsseldorf die Leiche des im Fieber verstorbenen Conrad von Steinberg, bei dem sie einen extrem harten Gallenstein fanden. Galenus berichtete Fabry „privatim“ in seinem Düsseldorfer Haus, dass er in einer menschlichen Gallenblase schon Würmer gefunden habe. In der Embryologie plädierte Galenus Weyer gegen u. a. den Anatomen Caspar Bauhin (1560–1624) dafür, dass der Urin des Foetus durch den offenen Urharngang über die Nabelschnur abgeleitet, und nicht in die Fruchtblase entleert wird, eine Auffassung, die sich allgemein im 18. Jahrhundert in Aufnahme einer posthum 1721 herausgegebenen Schrift von Johann Conrad Peyer (1653–1712) durchsetzte.
1589 und 1590 verfasste Weyer zusammen mit den Leibärzten Reiner Solenander und Lambert Wolf medizinische Gutachten („Consilia“) über den Geisteszustand und die Kinderlosigkeit von Herzog Johann Wilhelm. 1592 war Weyer unter den Gästen der Trauerfeier für Herzog Wilhelm, die Dietrich Graminäus ausführlich beschrieb. Ab 1594 behandelten Galenus Weyer, Lambert Wolf und Heinrich Botterus (Butter) (1539; † nach 1613) Lähmungserscheinungen bei Johanna geb. Sengel (1562–1598), der Frau des jülich-klevischen Rates Petrus Simonius Ritz (1562–1622) zu Etgendorf, mit Arzneien, Schwitzkasten und einer Kur an den sauren Quellen von Spa.
1594 erwarb Weyer den „großen Reinhardtshof“ (später nach ihm „Doktorhof“ genannt) und 1597 Ackerland in Lörick im Kirchspiel Heerdt.
Zwei Brüder von Galenus Weyer waren Juristen und standen in pfälzischen Diensten. Johannes Weyer (* um 1555–1610) war zunächst Hofgerichtsrat in Heidelberg, später Amtmann in der Kur-Oberpfalz. Dietrich von Weyer (* um 1540/42–1604) war bis 1595 kurpfälzischer Rat und versuchte 1591 bei einem Besuch in Düsseldorf, die Enkelin von Herzog Wilhelm von Jülich-Kleve-Berg, Anna von Preußen (1576–1625), als Braut für Friedrich IV. von der Pfalz (1574–1610) zu gewinnen. 1596 war Dietrich von Weyer Agent (Botschafter) der Republik der Sieben Vereinigten Provinzen im Reich und forcierte den Gedanken eines protestantisch-reformierten Bündnisses von Brandenburg-Preußen mit Holland. Dabei wurde er im Mai 1596 bei Wesel von spanischen Reitern des Grafen Hermann von dem Bergh abgefangen und einer Verschwörung gegen Jülich-Kleve-Berg verdächtigt. Unklar ist die Rolle, die Galenus Weyer bei diesen Unternehmungen spielte. In älterer Literatur wird er teilweise für einen Unterstützer bzw. Mitverschwörer gehalten. Jedoch blieb Galenus Weyer bis 1609 unangefochten Hofmedicus in Düsseldorf.
Am 4. September 1597 nahm Galenus Weyer zusammen mit dem Wundarzt Matthias Reyd aus Kempen eine Obduktion der wahrscheinlich ermordeten Herzogin Jakobe von Baden-Baden (1558–1597) vor, bei der sie an Magen, Leber, Milz und Eingeweiden keine Andeutung eines Giftes fanden, lediglich die Lunge wurde als „mißfarbt“ bemerkt. Der äußere Befund der Leiche wurde im Protokoll nicht festgehalten. Im Bericht des Pfalz-Neuburger Rats und Agenten (Botschafters) Alexius Moroldt († 1600) finden sich allerdings Hinweise, dass Weyer bei Totenschau und Einbalsamierung Beobachtungen machte, die eine Strangulation der Herzogin möglich erscheinen ließen.
An der anschließenden Brautwerbung Herzog Johann Wilhelms um Antonie von Lothringen (1568–1610) wirkte Galenus Weyer mit. Er gehörte der Gesandtschaft an, die 1598 in Nancy den Heiratsantrag überbrachte und dem Herzog berichtete, „dass Fräulein Antonia tugendsam, friedliebend und von Leib wohlgestaltet wäre“.
1599 reiste Weyer an den kurfürstlichen Hof in Trier, und 1602 bezeichnet er sich außer als jülich-kleve-bergischer Leibarzt auch als Leibarzt des Trierer Kurfürsten Lothar von Metternich (1551–1623, reg. 1599).
Auf Vorschlag des Herzogs Karls III. von Lothringen und mit Zustimmung von Kaiser Rudolf II. wurde 1605 bei dem geisteskranken Herzog Johann Wilhelm unter Leitung des Propstes und Arztes Johannes Pistorius Niddanus ein Exorzismus durchgeführt. Gegen diese Maßnahme erhoben die Jülicher Leibärzte Heinrich Botterus und Galenus Weyer sowie der Lothringer Rat und Leibarzt Dominique Berthemin (1580–1655), sieur de Pont-sur-Madon, die auf Schloss Hambach mit Pistorius zusammentrafen, keinen medizinischen Einspruch, da die Krankheit nicht auf die Natur oder ihre Ursachen zurückgeführt werden könne (ad naturam vel huius causas reduci non possit).
1606 war Weyer in Tecklenburg beim Tod des Grafen Arnold II. von Bentheim-Tecklenburg anwesend, der an einer plötzlich aufgetretenen Epilepsie litt, konnte ihn aber nach einer Serie von 39 Krampfanfällen nicht retten. Zusammen mit dem Apotheker und Chirurgen David balsamierte er den Leichnam ein.
Galenus Weyer stellte 1609 zusammen mit den Ärzten Heinrich Botterus und Arnold Birkmann die Todesursache von Herzog Johann Wilhelm fest. Von dessen Nachfolger Wolfgang Wilhelm von Pfalz-Neuburg (1578–1653) wurde er nicht als Hofarzt übernommen. Weyer stand in Verbindung mit Stephan VII. von Hertefeld (1561–1636), der als brandenburgischer Rat im April 1609 Düsseldorf und das Herzogtum Berg für Kurfürst Johann Sigismund (1572–1619) in Besitz nehmen und in Weyers Haus Unterkunft nehmen wollte.
1611 wurde „Doktor Weyer“ zu einem der Ältesten der Reformierten Gemeinde in Düsseldorf gewählt. Bereits nach einer Woche trat er jedoch aus Krankheitsgründen von diesem Amt zurück und wurde durch den Diakon Doktor Johann von Redinghoven († nach 1635), einen Juristen, ersetzt. Er war gut bekannt mit dem reformierten Düsseldorfer Pfarrer Philipp Pöppinghausen (* um 1580; † 1624), dem Rektor der reformierten Schule in Düsseldorf Johann Anton Biber (* 1579; † um 1656) und seinem Berufskollegen Engelbert Teschenmacher d. Ä. (* um 1578) in Elberfeld. Galenus Weyer war unter anderem befreundet mit dem Philologen Karl von Utenhove (1536–1600), dessen Stiefmutter Anna Wijer († nach 1582) die Schwester seines Vaters war, und dem Chirurgen Wilhelm Fabry. Er stand auch in Briefwechsel mit Rembert Dodoens, Herman van der Haghen (Hagius) († nach 1628), Caspar Bauhin und Severin Göbel und trug sich in das Stammbuch des Daniel Halbach von der Phorten ein. Mit dem Düsseldorfer lutherischen Hofprediger und Kirchenrat Mag. Justus Weyer († 1641) aus Schweinsberg war er nicht verwandt.
Die Traueransprache für Galenus Weyer, der im Alter von 72 Jahren starb, hielt 1619 Philipp Pöppinghausen.

## Familie
Galenus Weyer war seit 1576 verheiratet mit Derica (Theodora) van Holthausen (Haus Holthuysen bei Uedem-Keppeln) († nach 1604), Tochter von Franz van Holthuisen († um 1578) aus Goch und Agneta van Dript. 1578 (vertreten durch den Schwager Matthias Romswinckel), 1586 und 1598 waren Galenus Wyer, klevischer Hofarzt (Hof-Medicus), bzw. dessen Ehefrau Derica van Holthusen, „in gehaldenen maichgescheide (= Erbteilung) togedeilt“, Lehnsnachfolger des Franz van Holthuisen für den Hof zu Schnorrenberg oder Budels-Hagen, später Haus Haag genannt, in Vynen (heute Xanten, Haagscher Weg 1). Ihre Kinder waren:
1. Franz Weier (* um 1576/80; † zwischen 1617 und 1633), benannt nach seinem Großvater Franz van Holthuisen, studierte 1600/01 bei Winold Kyver († 1628)[A 8] und Peter Linden[A 9] in Köln,[41] wurde 1605 in Basel Lizentiat beider Rechte und widmete seine Dissertation seinem Vater und seinem Onkel (patruo suo) Johannes Weyer (* um 1555; † 1610) auf Döltsch;[42] 1617 wird „Franciscus Wierus IVL (= Iuris utriusque Licentiatus)“ zusammen mit seinem Verwandten (Ehemann einer Kusine) Marquard Freher in Heidelberg erwähnt,[43]
2. Johannes Wierus (Wyer) d. J. (* um 1576/80; † um 1639), studierte 1601 in Marburg (Ioannes Weier Dusseldorffensis Bergensis), 1602, 1603 (Dussepolitano Montano) in Basel,[44] 1605/06 in Padua und wurde 1607 in Basel zum Dr. med. promoviert,[33] Stammbucheinträger 1607 in Basel bei Caspar Bauhin und 1625 Stammbucheinträger in Emmerich bei Petrus Keuchenius, 1627 Arzt und Bürgermeister in Emmerich,[45] 1633 als „Sohn des † Dr. med. Galenus Weier“ erwähnt.[39] Er war verheiratet I. mit Catherina Keuchenia († 1625),[46] Schwester des Arztes Samuel Keuchenius (* um 1607; † nach 1644) und des Prädikanten Peter Keuchenius (1603–1644),[47] Tochter des Arztes und Bürgermeisters Robert Keuchenius aus Wesel und der Gertrud Potgießer. In einer weiteren Ehe heiratete „Dr. Jan Weyer, geneesheer en burgemeester van Emmerik“ am 15. September 1637 in Arnheim Humana Jacobsdr. van der Hagen (Haegh) († 1669) aus Rees, Witwe (⚭ I. 1613 in Dordrecht) von Dr. Jan Pas (Joannes Lubbertiz. Passius; Thopas) (* um 1584/85; † 1633)[48].[49] Als sein Kind bzw. als Enkel des Galenus Weyer wird erwähnt:
  1. Galenus Weier d. J. (* vor 1615; † um 1646), 1636 als Galenus Weier Clivensis immatrikuliert an der Philosophischen Fakultät in Groningen, 1640 und 1642 als „Sohn des † Dr. med. Johann Weyer“ d. J. erwähnt,[39]
3. Wilhelm Weyer d. Ä. (* um 1580/85; † um 1645), 1603/04 als „adolescens“ (Jüngling) bezeichnet, sein Stammbuch mit Einträgern zwischen 1603 und 1627 ist erhalten,[50] darunter der Onkel Johannes Weyer d. J. auf Dötsch (1603) und dessen Frau Anna Weyer geb. Mendel von Steinfels zu Gmünd zum Hammerles,[51] der Onkel Matthias Romswinckel, die Kusine („Base“) Justina von Gornitz genannt Steiss geb. Weyer (1614) und ihr Mann Peter von Gornitz gen. Steiss (1614),[52][53] der Ehemann Marquard Freher (1605) der bereits verstorbenen Kusine Katharina Weyer († 1598),[54] die Vettern Johann Casimir (1604) und Georg Dietrich Weyer (1604), der Bruder („fratri suo“) Franz (1606) und die Mutter Theodora Weyerin geb. van Holthausen (1604). Er wird während seiner Schul- und Studienzeit 1603–1605 in Köln erwähnt, 1606 in Meerbusch und Düsseldorf, 1606/07 in Paris, 1608 in Dover und Orléans, 1608/09 in Angers, 1613 in Düsseldorf, 1614 in Heidelberg, 1619 in Düsseldorf. 1622 war er pfalz-neuburgischer Kommissar in Radevormwald,[55] konvertierte wie sein Landesherr Wolfgang Wilhelm von Pfalz-Neuburg, Herzog von Jülich-Berg, zum Katholizismus, ab 1624 bis zu seinem Tod war er fürstlich pfalz-neuburgischer Schultheiß in Jülich,[56] bezeichnete sich 1631 in einer Festschrift für das von Jesuiten getragene neue Kölner Drei-Kronen-Gymnasium als Montensis Rhetor (= Bergischer (gerichtlicher) Sprecher; Umschreibung für Schultheiß),[57] besaß 1632 das von seinem Vater 1595 erworbene Haus in der Düsseldorfer Flingerstraße.[9] Ein Wappen, das vermutlich von seiner Frau NN. geführt wurde, zeigt in Blau einen silbernen Balken, im oberen Feld einen goldenen sechszackigen Stern; ihre Kinder:
  1. Wilhelm von Weier d. J. (* um 1600/10; † 1653),[58][59] Enkel von Galenus Weyer,[40] konvertierte ebenfalls zum Katholizismus, von etwa 1645/46[59] bis zu seinem Tod 1653 fürstlich pfalz-neuburgischer Schultheiß in Jülich,[40] er wurde 1646 Lehnsnachfolger von Galenus Weier d. J. in Haus Haag,[39] 1648 als „praetor“ (Schultheiss) unter den Wohltätern des Jesuiten-Gymnasiums Jülich erwähnt,[60] war verheiratet mit Elisabeth Heistermann († 1658),[61][62] Tochter des fürstlich-neuburgischen Rates Lizentiat Theodor Heistermann († 1627), Protonotar des jülichschen Hofgerichts in Düsseldorf, und der Helena Clunsch (Kleunsch) († nach 1632),[63][64]
    → zu Kindern von Wilhelm von Weyer siehe den Artikel Johann Bartholomäus von Weyer († 1708)
  2. Gertraud (Gertreudt) Weyer (* vor 1625; † nach 1677),[46] als Schwester von Wilhelm Weyer genannt,[40] blieb protestantisch, verheiratet mit Eberhard van Groin (* um 1610; † 1657/77)[65] aus Rees. 1649 trat Wilhelm Weier ein Lehen aus dem Erbe Holthuysen an Eberhard Groin ab.[39] Ihr Sohn war:
    1. Cornelius von Groin (1642–1723) aus Rees (Resa-Clivensis), Besuch des Gymnasiums in Deventer, immatrikuliert 1661 in Duisburg, 1664 in Heidelberg, 1666 juristische Promotion in Heidelberg, königlich preußischer Rat und Advocatus fisci (Staatlicher Vertreter bei zivilrechtlichen Streitigkeiten) in Kleve, 1677 Lehensnachfolger seines Vaters,[39]
4. N. (Sohn; Näheres nicht bekannt),
5. Maria († wohl vor 1609),[66]
6. Judith († nach 1613).[46][66] Stephan VII. von Hertefeld traf 1609 eine Tochter Weyers in Düsseldorf an.[27]

Heinrich Weyer (um 1545–1591), Leibarzt der Trierer Kurfürsten Jakob III. von Eltz (1510–1581) und Johann VII. von Schönenberg (1525–1599), war ein weiterer Bruder von Galenus Weyer. Matthias Romswinckel (Mathyß Rhumßwinckell) (* um 1552; † vor 1630), Richter zu Goch, verheiratet mit Henrica von Holthausen, war sein Schwager.